# Nao Ōmori
Nao Ōmori (大森 南朋?, Ōmori Nao; Tokyo, 19 febbraio 1972) è un attore giapponese.

## Biografia
Figlio dell'attore, regista teatrale e butoka Akaji Maro, ha recitato in decine di film collaborando con registi quali Takashi Miike, Ryūichi Hiroki e Takeshi Kitano. Ha debuttato nel 1993 nel film collettivo Southern Winds, mentre nel 2004 ha vinto il premio come migliore attore coprotagonista al Yokohama Film Festival, grazie alla sua interpretazione in Vibrator e Akame shijūya taki shinjū misui. Ha un fratello più grande di nome Tatsushi, anch'egli attore e regista. Dal 2012 è sposato con l'attrice Yuriko Ono.

## Filmografia
- Southern Winds (サザンウィンズ?, Sazan uinzu), regia di Slamet Rahardjo, Mike De Leon, Chūto Sansui e Shōji Kōkami (1993)
- Fukushū - Kienai kizuato (復讐 -消えない傷跡-?), regia di Kiyoshi Kurosawa (1997)
- Moonlight Serenade (瀬戸内ムーンライト・セレナーデ?, Setouchi mūnraito serenāde), regia di Masahiro Shinoda (1997)
- Onna keiji Riko - Seibo no fukaki fuchi (女刑事RIKO 聖母の深き闇?), regia di Satoshi Isaka (1998)
- Midori no machi (緑の街?), regia di Kazumasa Oda (1998)
- Ikitai (生きたい?), regia di Kaneto Shindō (1999)
- Big show! Hawaii ni utaeba (ビッグ・ショー！ハワイに唄えば?, Biggu shō! Hawai ni utaeba), regia di Kazuyuki Izutsu (1999)
- Hakuchi (白痴?), regia di Macoto Tezuka (1999)
- Monday, regia di Sabu (2000)
- Zawazawa Shimokitazawa (ざわざわ下北沢?), regia di Jun Ichikawa (2000)
- Swing Man, regia di Tetsu Maeda (2000)
- Sanmon yakusha (三文役者?), regia di Kaneto Shindō (2000)
- Wasure rarenu hitobito (忘れられぬ人々?), regia di Makoto Shinozaki (2000)
- Quartet (Quartet カルテット?, Karutetto), regia di Joe Hisaishi (2001)
- Ichi the Killer (殺し屋1?, Koroshiya Ichi), regia di Takashi Miike (2001)
- Harmful Insect (害虫?, Gaichū), regia di Akihiko Shiota (2002)
- Pakodate-jin (パコダテ人?), regia di Tetsu Maeda (2002)
- Perfect Blue: Yume Nara Samete (PERFECT BLUE 夢なら醒めて…?), regia di Toshiki Satō (2002)
- Drive, regia di Sabu (2002)
- Shangri-La (金融破滅ニッポン 桃源郷の人々?, Kin'yū hametsu Nippon: Tōgenkyō no hito-bito), regia di Takashi Miike (2002)
- Rock'n'Roll Mishin (ロックンロールミシン?, Rokkunrōru mishin), regia di Isao Yukisada (2002)
- Dolls, regia di Takeshi Kitano (2002)
- Out, regia di Hideyuki Hirayama (2002)
- Demonlover, regia di Olivier Assayas (2002)
- Akame shijūya taki shinjū misui (赤目四十八瀧心中未遂?), regia di Genjirō Arato (2003)
- Saru (サル?), regia di Yōichirō Hayama (2003)
- Vibrator (ヴァイブレータ?), regia di Ryūichi Hiroki (2003)
- Identity (アイデン&ティティ?, Aidentiti), regia di Tomorowo Taguchi (2003)
- 1-Ichi, regia di Masato Tanno (2003)
- Hana to Alice (花とアリス?, Hana to Arisu), regia di Shinji Iwai (2004)
- Jam Films 2, episodio Hoops Men Soul, regia di Hidenori Inoue (2004)
- Sekai no chūshin de, ai o sakebu (世界の中心で、愛をさけぶ?), regia di Isao Yukisada (2004)
- Shinkokyū no hitsuyō (深呼吸の必要?), regia di Tetsuo Shinohara (2004)
- Kagen no tsuki (下弦の月?), regia di Hiroki Narimiya (2004)
- Yaji and Kita: The Midnight Pilgrims (真夜中の弥次さん喜多さん?, Mayonaka no Yaji-san Kita-san), regia di Kankurō Kudō (2005)
- Sayonara Color (サヨナラCOLOR?), regia di Naoto Takenaka (2005)
- Itsuka nami no kanata ni (イツカ波ノ彼方ニ?), regia di Masato Tanno (2005)
- Ranpo jigoku (乱歩地獄?), episodio Imomushi (芋虫?), regia di Hisayasu Satō (2005)
- Yokubō (欲望?), regia di Tetsuo Shinohara (2005)
- Gerumaniumu no yoru (ゲルマニウムの夜?), regia di Tatsushi Ōmori (2005)
- Su-ki-da (好きだ?), regia di Hiroshi Ishikawa (2006)
- Yawarakai seikatsu (やわらかい生活?), regia di Ryūichi Hiroki (2005)
- Otoko wa sore o gaman dekinai (男はソレを我慢できない?), regia di Mitsuo Shindō (2006)
- Nada sōsō (涙そうそう?), regia di Nobuhiro Doi (2006)
- Catchball-ya (キャッチボール屋?, Kyatchibōru-ya), regia di Akira Ōsaki (2006)
- Children (チルドレン?, Chirudoren), regia di Takashi Minamoto (2006)
- Soredemo boku wa yattenai (それでもボクはやってない?), regia di Masayuki Suo (2006)
- Mushishi (蟲師?), regia di Katsuhiro Ōtomo (2006)
- Sakuran (さくらん?), regia di Mika Ninagawa (2007)
- Cycle Soul Apartment (たとえ世界が終わっても?, Tatoe sekai ga owattemo), regia di Teruo Noguchi (2007)
- M, regia di Ryūichi Hiroki (2007)
- The Go Master (呉清源〜極みの棋譜〜?, Go seigen: Kiwami no kifu), regia di Tian Zhuangzhuang (2007)
- Midnight Eagle (ミッドナイト・イーグル?, Middonaito Īguru), regia di Izuru Narushima (2007)
- Gummi, Chocolate, Pine (グミ・チョコレート・パイン?, Gumi chokorēto pain), regia di Keralino Sandorovich (2007)
- Kamachop (カマチョップ?, Kamachoppu), regia di Anji Matsumoto (2008)
- Nagai nagai satsujin (長い長い殺人?), regia di Manabu Asō (2008)
- The Witch of the West is Dead (西の魔女が死んだ?, Nishi no majo ga shinda), regia di Shun'ichi Nagasaki (2008)
- Kimi no tomodachi (きみの友だち?), regia di Ryūichi Hiroki (2008)
- Tokyo!, episodio Interior Design, regia di Michel Gondry (2008)
- Achille e la tartaruga (アキレスと亀?, Akiresu to kame), regia di Takeshi Kitano (2008)
- Ishiuchi jinjō kōtō shōgakkō - Hana wa chiredomo (石内尋常高等小学校 花は散れども?), regia di Kaneto Shindō (2008)
- Fish Story (フィッシュストーリー?, Fisshu sutōrī), regia di Yoshihiro Nakamura (2009)
- USB, regia di Shūtarō Oku (2009)
- Hagetaka (ハゲタカ?), regia di Keishi Ōtomo (2009)
- Warau keikan (笑う警官?), regia di Haruki Kadokawa (2009)
- Golden Slumber (ゴールデンスランバー?, Goruden suranba), regia di Yoshihiro Nakamura (2010)
- Sweet Little Lies (スイートリトルライズ?, Suīto ritoru raizu), regia di Hitoshi Yazaki (2010)
- Shōwa - My Little Town/Kai Band (照和 My Little Town KAI BAND?), regia di Masakazu Fukatsu (2010)
- Inu to anata no monogatari - Inu no eiga (犬とあなたの物語 いぬのえいが?), regia di Shun'ichi Nagasaki (2011)
- Gene Waltz (ジーン・ワルツ?, Jīn Warutsu), regia di Kentarō Ōtani (2011)
- Mainichi kaasan (毎日かあさん?), regia di Shōtarō Kobayashi (2011)
- Mahoro ekimae Tada benriken (まほろ駅前多田便利軒?), regia di Tatsushi Ōmori (2011)
- Keibetsu (軽蔑?), regia di Ryūichi Hiroki (2011)
- Unfair - The Answer (アンフェア the answer?), regia di Shimako Satō (2011)
- Rabbit Horror 3D (ラビット・ホラー3D?, Rabitto Horā 3D), regia di Takashi Shimizu (2011)
- Always - Sanchōme no yūhi '64 (ALWAYS 三丁目の夕日'64?), regia di Takashi Yamazaki (2012)
- Tokyo Playboy Club (東京プレイボーイクラブ?, Tōkyō pureibōi kurabu), regia di Yōsuke Okuda (2012)
- Potechi (ポテチ?), regia di Yoshihiro Nakamura (2012)
- Helter Skelter (ヘルタースケルター?, Herutā sukerutā), regia di Mika Ninagawa (2012)
- Bakugyaku Familia (莫逆家族-バクギャクファミーリア-?), regia di Kazuyoshi Kumakiri (2012)
- Sayonara keikoku (さよなら渓谷?), regia di Tatsushi Ōmori (2013)
- R100, regia di Hitoshi Matsumoto (2013)
- Ask This of Rikyu (利休にたずねよ?, Rikyū ni tazune yo), regia di Mitsutoshi Tanaka (2013)
- Disregarded People (捨てがたき人々?, Sutegataki hitobito), regia di Hideo Sakaki (2014)
- Mahoro ekimae kyōsōkyoku (まほろ駅前狂騒曲?), regia di Tatsushi Ōmori (2014)
- Onodera no otōto, onodera no ane (小野寺の弟・小野寺の姉?), regia di Masafumi Nishida (2014)
- Tokyo Love Hotel (さよなら歌舞伎町?, Sayonara Kabukichō), regia di Ryūichi Hiroki (2014)
- Kiseijū (寄生獣?), regia di Takashi Yamazaki (2014)
- Kiseijū - Kanketsu-hen (寄生獣 完結編?), regia di Takashi Yamazaki (2015)
- Himitsu - The Top Secret (秘密 THE TOP SECRET?), regia di Tōma Ikuta (2016)
- Outrage Coda (アウトレイジ 最終章?, Outrage sai-shūshō), regia di Takeshi Kitano (2017)
- The Outsider, regia di Martin Zandvliet (2018)
- Kubi (首?), regia di Takeshi Kitano (2023)
- Broken Rage (ブロークン レイジ?), regia di Takeshi Kitano (2024)

## Televisione
- Kōnodori (TBS, 2015)

## Doppiaggio

### Film animati
- Tekkonkikreet - Soli contro tutti (2006), Choco
- La collina dei papaveri (2011), Akio Kazama

### Videogiochi
- Yakuza 6: The Song of Life (2016), Tsuneo Iwami
- Ryu ga Gotoku Online (2018), Tsuneo Iwami

## Doppiatori italiani
Nelle versioni in italiano dei suoi film Nao Ōmori è stato doppiato da:
- Emiliano Coltorti in Ichi the Killer
- Fabrizio Picconi in Dolls

Da doppiatore è sostituito da:
- Roberto Draghetti in La collina dei papaveri